# Liga Nacional de Baloncesto (Venezuela)
La Liga Nacional de Baloncesto de Venezuela nace en 1998 como iniciativa de la Federación Venezolana de 1987 para promover jugadores juveniles. El campeonato regular se disputa entre los meses agosto y noviembre, los clasificados disputan las semifinales hasta diciembre donde se disputa la final.
Para la edición 2011-2014 2008-2013 el comité organizador decidió dividir la liga en tres divisiones (1.ª, 2.ª y 3.ª) las que se jugarán con sistema de ascensos y descensos.

## Historia
Los equipos Guerreros de Caracas, Caciques Bolivarianos, Kariñas de Anzoátegui, que participaron en la temporada 2005 desparecieron poco después.
Para la temporada 2007 se retiraron Buchones de Cabimas, Tiburones de Vargas, Felinos de Aragua e Hipercarabobo de Valencia, mientras que las franquicias de Guerreros de Lara y Lanceros de Monagas cambiaron sus nombres a Líderes de Yaracuy y Warao de Tucupita respectivamente.
En 2008 desaparecieron Líderes de Yaracuy, Warao de Tucupita, Macizos de Guayana y Delfines de Miranda, así como los campeones Pescadores de Cumaná fueron reemplazados por Centauros de Cojedes, además reingresaron los Tiburones de Vargas. En 2011 los campeones Espartanos de Margarita no jugaron la temporada siguiente.
Para la temporada 2012 se divide la liga en tres divisiones, con sistema de ascensos. equipos como Cacaoteros de Barlovento y Graneros de Portuguesa dimiten su participación.
En la temporada 2013 la Primera división de la Liga asciende a once equipos. Varios equipos dimiten de su participación incluyendo el campeón Bravos de Portuguesa debido a problemas económicos. Algunas organizaciones de la Liga Profesional de Baloncesto deciden incluir a sus equipos filiales.
Para la temporada 2014 desaparecen los equipos Caquetíos de Falcón y Estudiantes de Guáricos, quienes son reemplazados por Protectores de Miranda y Furreros del Zulia.
Para la temporada 2015 habrá cinco quintetos que jugarán la primera fase entre el 7 de agosto y el 10 de octubre con ocho partidos cada uno, cuatro de local y cuatro de visitante. “No tenemos la certeza de cuando comienza la LPB (que debe adaptarse a un nuevo formato por orden de FIBA) y eso hace que la Liga Nacional no sea tan extensa”, explicó Pedro Raga, gerente general de la LNB. Pero también las sanciones impuestas a Guácharos de Monagas, Protectores de Miranda y Furreros del Zulia este año por incumpliemiento de obligaciones financieras hizo que se tuviera un solo grupo de cinco equipos y no dos divisiones de ocho.

## Equipos
| Grupo A                      | Grupo A          |
| Equipo                       | Estado           |
| ---------------------------- | ---------------- |
| Atléticos de Caracas         | Distrito Capital |
| Cimarrones de Guatire        | Miranda          |
| Guardia Nacional Bolivariana | Distrito Capital |
| Intelipos de Miranda         | Miranda          |
| Libertadores de Caracas      | Distrito Capital |
| Nijor                        | Miranda          |
| Vagos de Caracas             | Distrito Capital |

| Grupo B                | Grupo B          |
| Equipo                 | Estado           |
| ---------------------- | ---------------- |
| Bucaneros de Artigas   | Distrito Capital |
| Estudiantes de Caracas | Distrito Capital |
| Fundación Tulio Cobos  | Miranda          |
| Halcones de Petare     | Miranda          |
| Kings de Guatire       | Miranda          |
| Los Olivos             | La Guaira        |
| Pioneros de Caracas    | Distrito Capital |

| Grupo C                          | Grupo C |
| Equipo                           | Estado  |
| -------------------------------- | ------- |
| Alcaldía de Palavecino - Acacias | Lara    |
| Cuven                            | Lara    |
| Dorantes                         | Lara    |
| Esbalir                          | Lara    |
| Industriales de Tinaquillo       | Cojedes |
| Rapaces de Mérida                | Mérida  |
| Rockets de San Isidro            | Mérida  |

## Historial
| Temporada                              | Campeón                           | Resultado                         | Subcampeón                        | MVP de las Finales                | MVP de la Temporada               | Entrenador del Año                |
| Liga Nacional de Baloncesto (LNB)      | Liga Nacional de Baloncesto (LNB) | Liga Nacional de Baloncesto (LNB) | Liga Nacional de Baloncesto (LNB) | Liga Nacional de Baloncesto (LNB) | Liga Nacional de Baloncesto (LNB) | Liga Nacional de Baloncesto (LNB) |
| -------------------------------------- | --------------------------------- | --------------------------------- | --------------------------------- | --------------------------------- | --------------------------------- | --------------------------------- |
| 1996                                   | Azucareros de Guanare             | 1 - 0                             | Guácharos de Maturín              |                                   |                                   |                                   |
| 1997                                   | Refineros de Falcón               | 1 - 0                             | Petroleros de Anaco               |                                   |                                   |                                   |
| 1998                                   | Centauros de Apure                | 1 - 0                             |                                   |                                   |                                   |                                   |
| 1999                                   | Delfines de La Guaira             | 3 - 2                             | Centauros de Apure                |                                   |                                   |                                   |
| 2000                                   | Guácharos de Maturín              | 3 - 2                             | Delfines de Cabimas               |                                   |                                   |                                   |
| 2001                                   | Delfines de Cabimas               | 1 - 0                             | Espartanos de Margarita           |                                   |                                   |                                   |
| 2002                                   | Delfines de Miranda               | 3 - 2                             | Guácharos de Maturín              |                                   |                                   |                                   |
| 2003                                   | Delfines de Miranda               | 3 - 2                             | Guácharos de Maturín              |                                   |                                   |                                   |
| 2004                                   | Delfines de Miranda               | 3 - 1                             | Guerreros de Caracas              |                                   |                                   |                                   |
| 2005                                   | Guerreros de Caracas              | 4 - 2                             | Buchones de Cabimas               |                                   |                                   |                                   |
| 2006                                   | Delfines de Miranda               | 4 - 1                             | Macizos de Guayana                |                                   |                                   |                                   |
| 2007                                   | Pescadores de Sucre               | 4 - 1                             | Macizos de Guayana                |                                   |                                   |                                   |
| 2008                                   | Duros de Lara                     | 3 - 0                             | Caciques de Trujillo              |                                   |                                   |                                   |
| 2009                                   | Tiburones de Vargas               | 3 - 0                             | Centauros de Apure                |                                   |                                   |                                   |
| 2010                                   | Espartanos de Margarita           | 3 - 2                             | Estudiantes de Guárico            |                                   |                                   |                                   |
| 2011                                   | Centauros de Apure                | 3 - 2                             | Tiburones de Vargas               |                                   |                                   |                                   |
| 2012                                   | Bravos de Portuguesa              | 3 - 2                             | Guácharos de Monagas              | Francisco Centeno                 |                                   |                                   |
| 2013                                   | Aduaneros de Carabobo             | 3 - 2                             | Guácharos de Monagas              | Alexander Morillo                 |                                   |                                   |
| 2014                                   | Guaros de Lara                    | 3 - 2                             | Protectores de Miranda            |                                   |                                   |                                   |
| 2015                                   | Guaros de Lara                    | 3 - 1                             | Caciques de Falcón                | Heissler Guillent                 |                                   |                                   |
| 2016                                   | Broncos de Caracas                | 3 - 1                             | Guaros de Lara                    | Tulio Cobos                       |                                   |                                   |
| 2017                                   | Guaros de Lara                    | 2 - 1                             | Cangrejeros de Monagas            |                                   |                                   |                                   |
| Superliga Nacional de Baloncesto (SNB) |                                   |                                   |                                   |                                   |                                   |                                   |
| 2023                                   | Cimarrones de Guatire             | 1 - 0                             | Intelipos de Miranda              | Enderson Alcalá                   |                                   |                                   |
| 2024                                   |                                   |                                   |                                   |                                   |                                   |                                   |

## Palmarés
| Equipo                  | Campeonatos | Subcampeonatos | Títulos                |
| ----------------------- | ----------- | -------------- | ---------------------- |
| Delfines de Miranda     | 4           | 0              | 2002, 2003, 2004, 2006 |
| Guaros de Lara          | 3           | 1              | 2014, 2015, 2017       |
| Centauros de Apure      | 2           | 2              | 1998, 2011             |
| Azucareros de Guanare   | 1           | 0              | 1996                   |
| Refineros de Falcón     | 1           | 0              | 1997                   |
| Delfines de La Guaira   | 1           | 0              | 1999                   |
| Guácharos de Maturín    | 1           | 5              | 2000                   |
| Delfines de Cabimas     | 1           | 1              | 2001                   |
| Guerreros de Caracas    | 1           | 1              | 2005                   |
| Pescadores de Sucre     | 1           | 0              | 2007                   |
| Duros de Lara           | 1           | 0              | 2008                   |
| Tiburones de Vargas     | 1           | 1              | 2009                   |
| Espartanos de Margarita | 1           | 1              | 2010                   |
| Bravos de Portuguesa    | 1           | 0              | 2012                   |
| Aduaneros de Carabobo   | 1           | 0              | 2013                   |
| Broncos de Caracas      | 1           | 0              | 2016                   |
| Cimarrones de Guatire   | 1           | 0              | 2023                   |
| Macizos de Guayana      | -           | 2              |                        |
| Petroleros de Anaco     | -           | 1              |                        |
| Buchones de Cabimas     | -           | 1              |                        |
| Caciques de Trujillo    | -           | 1              |                        |
| Estudiantes de Guárico  | -           | 1              |                        |
| Protectores de Miranda  | -           | 1              |                        |
| Caciques de Falcón      | -           | 1              |                        |
| Cangrejeros de Monagas  | -           | 1              |                        |
| Intelipos de Miranda    | -           | 1              |                        |
|                         |             |                |                        |
|                         |             |                |                        |